# Charmless Man
Singles de Blur
Stereotypes Beetlebum
Charmless man est le seizième single de Blur, extrait de l'album The Great Escape.

## Liste des titres
- CD1 (CDFOOD77)

1. Charmless man
2. The horrors
3. A song
4. St. Louis

- 7″ (FOOD77)

1. Charmless man
2. The horrors

- Cassette (TCFOOD77)

1. Charmless man
2. The horrors

### Version française
- CD (7243 8 82757 2 9)

1. Charmless man
2. It could be you (Live)

### Version australienne
- CD (8827092)

1. Charmless man
2. The man who left himself
3. Tame
4. Ludwig

- Cassette (8827092)

1. Charmless man
2. The man who left himself

### Version hollandaise
- CD (7243 8 82709 2 2)

1. Charmless man
2. The man who left himself
3. Tame
4. Ludwig